# کامبا، قلمرو پایتختی استرالیا
کامبا (به انگلیسی: Kambah) یک حومه شهر در استرالیا است که در قلمرو پایتختی استرالیا واقع شده‌است.